# Limousin
Limousin (okcitansko Lemosin) je bil do leta 2015 osrednja francoska regija . Glavno administrativno in zgodovinsko pomembno mesto je Limoges.

## Geografija
Limousin leži v osrednji Franciji zahodno od Centralnega masiva. Na zahodu meji na regiji Akvitanijo in Poitou-Charentes, na severu na Center, na vzhodu na Auvergne, na jugu pa na regijo Jug-Pireneji.

## Zgodovina
Večino ozemlja setavljata dve nekdanji provinci Limousin na zahodu in jugu, ter Marche na severovzhodu regije, poleg teh pa tudi majhen del ostalih provinc Angoumois, Auvergne, Berry in Poitou.
Zgodovinska pokrajina je ime dobila po keltskem plemenu Lemovičev, ki so živeli na tem ozemlju v času zasedbe s strani Rimljanov, ki so v bližini Limogesa ustanovili svoje mesto Augustoritum.